# Initiative for Open Authentication
Initiative for Open Authentication (OATH), en français: Initiative pour l'authentification ouverte, est une collaboration industrielle visant à développer une architecture de référence ouverte utilisant des normes ouvertes pour promouvoir l'adoption d'une authentification forte.
Elle compte près d'une trentaine de membres coordonnateurs et contributeurs et propose des standards pour diverses technologies d'authentification, dans le but d'abaisser les coûts et de simplifier leurs fonctions.

## Terminologie
Le nom OATH est un acronyme de l'expression «open authentication» («authentification ouverte») et se prononce comme le mot anglais «oath» («vœu»).
OATH n'est pas lié à OAuth, un standard ouvert d'autorisation.